# Тазовски полуостров
Та̀зовският полуостров (на руски: Та̀зовский полуостров) е полуостров на северното крайбрежие на Западен Сибир, между Обска губа на запад и Тазовска губа на север и изток.
За южна граница се приема долината на река Хадита, вливаща се във върха на Тазовска губа. Административно влиза в състава на Ямало-Ненецкия автономен окръг на Тюменска област на Русия. По форма наподобява почти правоъгълник с дължина от север на юг около 200 km и ширина около 100 km. Повърхността му е равнинна, силно заблатена, слабо наклонена на изток към Тазовска губа, а на запад чрез големи откоси се спуска към Обска губа. Височина до 100 m. През полуострова протичат 4 по-големи реки: Пойлаваяха (най-голяма, на изток), Монгаюрбей (на югоизток), Адерпайота (на север) и Хойпайота (на запад). Има стотици малки термокарстови езера – Сор (най-голямо, в северната му част). Покрит е с тундрова растителност. На западното му крайбрежие е разположено сгт Ямбург, важно пристанище за транспортиране на нефт и газ от вътрешността на Ямало-Ненецкия автономен окръг.

## Топографска карта
- Топографска карта R-43,44; М 1:1 000 000[2]